# Казки на ніч (фільм)
Казки на ніч (англ. Bedtime Stories) — американська сімейна кінокомедія 2008 року з Адамом Сендлером у головній ролі.

## Сюжет
У житті Скітера Бронсона ніколи не відбувалося нічого дивного і видатного. Тепер йому доводиться працювати слюсарем в готелі, який колись належав його покійному батькові. Скітер терпляче чекав, що його дядько виконає обіцянку, дану покійному батькові, і передасть йому управління готелем, але цього так і не відбулося. Однак все змінилося після того, як одного разу його сестра попросила посидіти з її двома чарівними дітьми і морською свинкою на ім'я Зірко. Зазвичай всі троє засинають під мамині казки, тому Скітеру тепер щовечора доводиться придумувати для племінників неймовірні історії. Однак на наступний день ця вигадана казка перетворюється в реальність і Скітер стає там головним героєм.

## У ролях
| Актор                | Роль              |
| -------------------- | ----------------- |
| Адам Сендлер         | Скітер Бронсон    |
| Кері Рассел          | Джил Гастінгс     |
| Гай Пірс             | Кендал Дункан     |
| Кортні Кокс          | Венді Бронсон     |
| Рассел Бренд         | Міккі             |
| Річард Гриффітс      | Баррі Ноттінгем   |
| Тереза Палмер        | Віолет Ноттінгем  |
| Люсі Лоулес          | Аспен             |
| Джонатан Морган Гейт | Патрік            |
| Дора Енн Кеслінг     | Боббі             |
| Джонатан Прайс       | Марті Бронсон     |
| Анналіза Бассо       | Трісія Спаркс     |
| Нік Свардсон         | інженер           |
| Айша Тайлер          | Донна Гайнд       |
| Аллен Коверт         | хлопець з Феррарі |
| Блейк Кларк          | байкер            |
| Кетрін Джустен       | місіс Діксон      |
| Мікі Пост            | злий карлик       |
| Роб Шнайдер          | вождь             |
| Джонатан Лоугрен     | гість на вечірці  |
| Гізер Морріс         | танцівниця        |

## Український дубляж
Дубльовано студією LeDoyen на замовлення Disney Character Voices International, Inc.
- Переклад Тетяни Коробкової
- Режисерка дубляжу — Ольга Чернілевська
- Творчий керівник — Mariusz Arno Jaworowski

Ролі дублювали:
- Скітер — Юрій Ребрик
- Венді — Лариса Руснак
- Ноттінґем (похилого віку) — Анатолій Барчук
- Ноттінґем (середнього віку) — Євген Пашин
- Джил — Катерина Сергеєва
- Патрік — Богдан Темченко
- Боббі — Мар'яна Чернілевська
- Вайолет — Наталя Романько
- Кендел — Андрій Самінін
- Мікі — Іван Розін
- Аспен — Наталя Ярошенко
- Марті — Анатолій Пашнін
- Роб Шнайдер — Микола Боклан

А також: Валентина Гришокіна, Сергій Юрченко, Наталя Лук’янець, Тетяна Чичило, Світлана Штанько, Дмитро Гаврилов, Андрій Твердак

## Українське двоголосе закадрове озвучення
Українською мовою озвучено телекомпанії Новий канал
Ролі озвучували: Михайло Тишин і Катерина Брайковська